# Eliška Rožátová
Eliška Rožátová (*12. ledna 1940 Praha) je sklářská výtvarnice a malířka. V letech 1954–1958 studovala na Střední průmyslové škole sklářské, Želený Brod a následně pokračovala na Vysokou školu uměleckoprůmyslovou v Praze v ateliérech Josefa Kaplického a Stanislava Libenského, kterou ukončila v roce 1965. Poté pracovala jako výtvarnice až do roku 1970 pro Železnobrodské sklo.

## Život
Věnovala se malbě i kresbě, vytvářela skleněné mozaiky a vitráže pro architekturu, v oblasti designového skla využívala metodu lehání skla a na své výtvory malovala. Z realizací ve veřejném prostoru lze uvést abstraktní mozaiku na fasádě obchodního domu Šíravan ve slovenských Michalovcích (1973), spolu s Janem Fišarem realizovala prosklené stěny vládního salonku na Smíchovském nádraží (1975), mozaiku Telekomunikace na domě v Jablonci nad Nisou (1978), nástropní mozaiku Slunce, která byly umístěna v roce 1980 v hotelu Praha, vitráž a skleněnou mozaiku pro koncertní síň Atrium (1982) v Praze či malované vitráže pro hotel Corinthia Tower taktéž v Praze.
V kolektivních výstavách se objevila od roku 1967, samostatně pak vystavovala od roku 1973 kdy debutovala na výstavě Sklo v Nové síni v Praze. Její díla jsou zastoupena ve sbírkách Národní galerie v Praze, Uměleckoprůmyslového muzea, Moravské galerie Brno či v Muzeu skla a bižuterie v Jablonci nad Nisou.

## Galerie

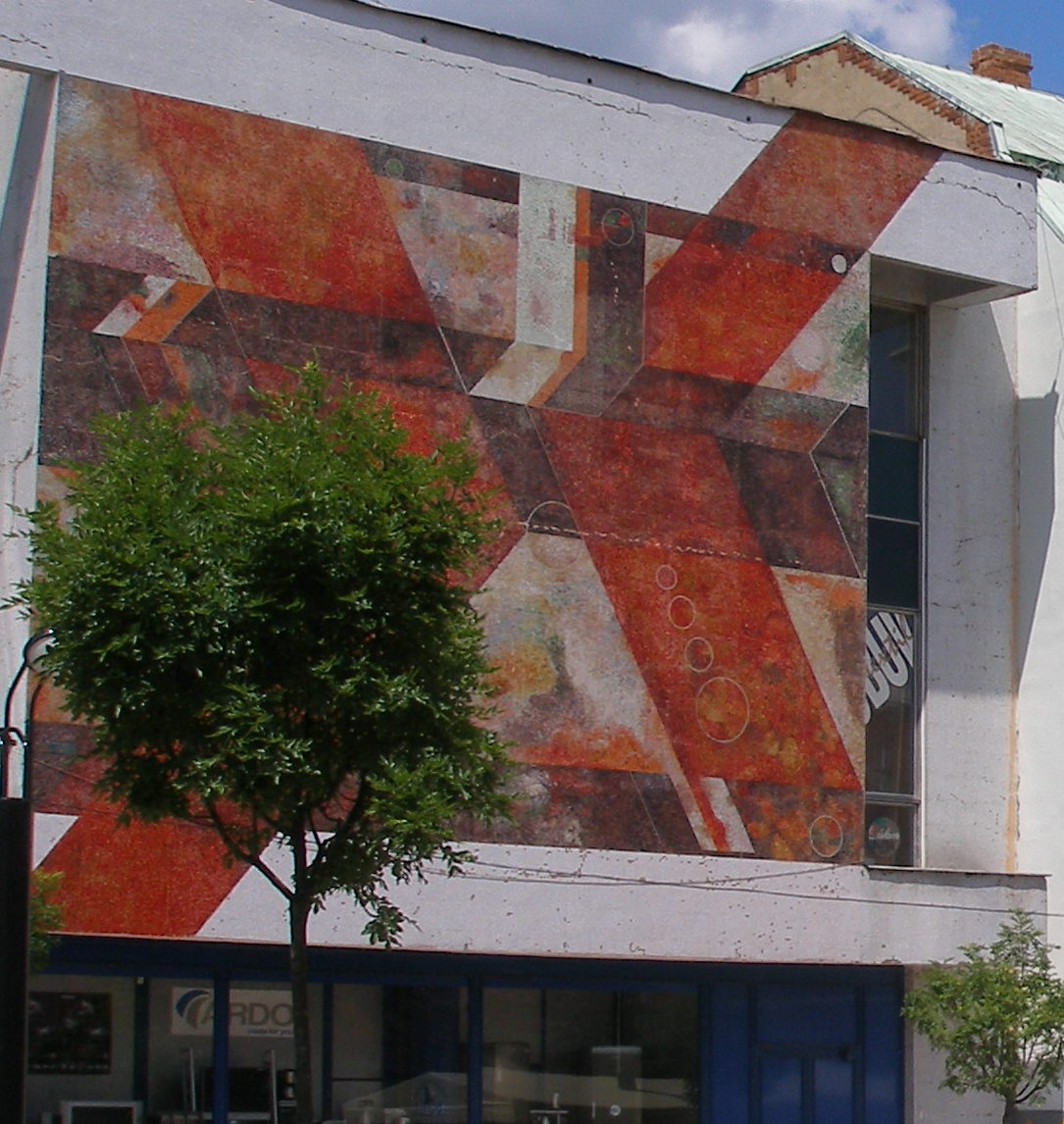
Abstraktní mozaika na obchodním domě v Michalovcích
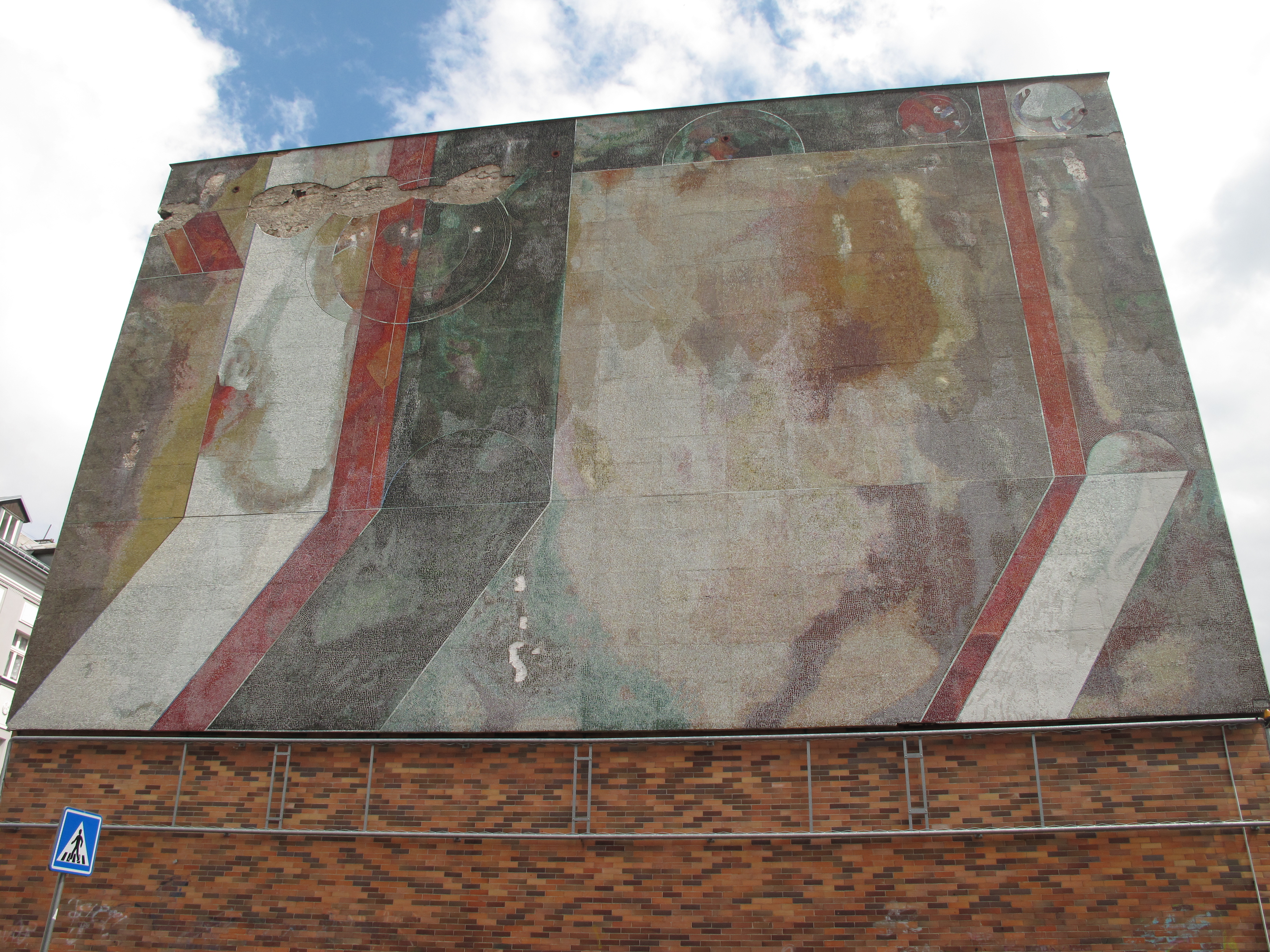
Mozaika Telekomunikace v Jablonci nad Nisou